# امید قربانی
امید قربانی یک بازیکن فوتبال اهل ایران است که برای باشگاه فوتبال سپیدرود رشت در لیگ دسته دوم فوتبال ایران و در پست هافبک بازی می‌کند.
وی همچنین سابقهٔ دعوت شدن به تیم ملی فوتبال امید ایران را در کارنامه دارد.